# Gramophone (czasopismo)
Gramophone – brytyjski miesięcznik wydawany w Londynie, poświęcony muzyce poważnej. Publikuje głównie recenzje nagrań płytowych. Pismo zostało założone w 1923 roku przez szkockiego pisarza Camptona Mackenziego. Od 2013 roku jego wydawcą jest Mark Allen Group. Miesięcznik corocznie przyznaje prestiżowe nagrody Gramophone Classical Music Awards za nagrania muzyki poważnej w różnych kategoriach.